# (534074) 2014 QZ441
(534074) 2014 QZ441 est un objet transneptunien en résonance 3:5 avec Neptune.